# LNB Pro A 2013-2014
La LNB Pro A 2013-2014 fu la 92ª edizione del massimo campionato francese di pallacanestro maschile, la 27ª dalla creazione della LNB, la 10ª con la denominazione di Pro A. A distanza di 14 anni il titolo di Campione di Francia tornò al Limoges CSP che in finale sconfisse lo Strasburgo, vincitore della Regular season.

## Regolamento
Le 16 squadre partecipanti disputano un girone unico all'italiana, con partite d'andata e ritorno. Al termine della stagione regolare, le prime otto classificate sono ammesse ai play-off per il titolo. Sono previste due retrocessioni in LNB Pro B. Rispetto alla passata edizione del torneo, mancano all'appello le retrocesse Boulazac e Poitiers rimpiazzate dalle neopromosse Pau-Lacq-Orthez e Sharks Antibes.

## Risultati

### Stagione regolare
|     | Squadra         | G  | V  | P  | PF   | PS   | Pt. | Qualificazione      |
| --- | --------------- | -- | -- | -- | ---- | ---- | --- | ------------------- |
| 1.  | Strasburgo      | 30 | 20 | 10 | 2363 | 2231 | 67  | playoff             |
| 2.  | Limoges CSP     | 30 | 20 | 10 | 2317 | 2252 | 67  | playoff             |
| 3.  | Le Mans         | 30 | 19 | 11 | 2168 | 2122 | 64  | playoff             |
| 4.  | Nancy           | 30 | 18 | 12 | 2297 | 2178 | 60  | playoff             |
| 5.  | Paris-Levallois | 30 | 18 | 12 | 2295 | 2219 | 60  | playoff             |
| 6.  | Digione         | 30 | 18 | 12 | 2131 | 2103 | 60  | playoff             |
| 7.  | ASVEL           | 30 | 17 | 13 | 2285 | 2152 | 57  | playoff             |
| 8.  | Élan Chalon     | 30 | 17 | 13 | 2484 | 2342 | 57  | playoff             |
| 9.  | Orléans Loiret  | 30 | 16 | 14 | 2257 | 2246 | 54  |                     |
| 10. | JSF Nanterre    | 30 | 16 | 14 | 2319 | 2275 | 54  |                     |
| 11. | Pau-Lacq-Orthez | 30 | 15 | 15 | 2297 | 2345 | 50  |                     |
| 12. | BCM Gravelines  | 30 | 13 | 17 | 2220 | 2231 | 44  |                     |
| 13. | Cholet          | 30 | 12 | 18 | 2291 | 2404 | 40  |                     |
| 14. | Le Havre        | 30 | 9  | 21 | 2238 | 2365 | 30  |                     |
| 15. | Roanne          | 30 | 6  | 24 | 2049 | 2252 | 20  | retrocesse in Pro B |
| 16. | Sharks Antibes  | 30 | 6  | 24 | 2104 | 2398 | 20  | retrocesse in Pro B |

## Playoff
|  | Quarti di finale | Quarti di finale | Quarti di finale |             |         | Semifinali  | Semifinali | Semifinali |  |  | Finali | Finali     | Finali |
|  |                  |                  |                  |             |         |             |            |            |  |  |        |            |        |
|  | 1.               | Strasburgo       | 2                |             |         |             |            |            |  |  |        |            |        |
|  | 8.               | Élan Chalon      | 1                |             |         |             |            |            |  |  |        |            |        |
|  | 8.               | Élan Chalon      | 1                |             | 1.      | Strasburgo  | 3          |            |  |  |        |            |        |
|  |                  |                  |                  |             | 1.      | Strasburgo  | 3          |            |  |  |        |            |        |
|  |                  | 4.               | Nancy            | 2           |         |             |            |            |  |  |        |            |        |
|  | 4.               | 4.               | Nancy            | 2           | Nancy   | 2           |            |            |  |  |        |            |        |
|  | 4.               |                  |                  |             | Nancy   | 2           |            |            |  |  |        |            |        |
|  | 5.               | Paris-Levallois  | 1                |             |         |             |            |            |  |  |        |            |        |
|  |                  |                  |                  |             |         |             |            |            |  |  | 1.     | Strasburgo | 0      |
|  |                  |                  | 2.               | Limoges CSP | 3       |             |            |            |  |  |        |            |        |
|  | 2.               | Limoges CSP      | 2                |             |         |             |            |            |  |  |        |            |        |
|  | 7.               | ASVEL            | 0                |             |         |             |            |            |  |  |        |            |        |
|  | 7.               | ASVEL            | 0                |             | 2.      | Limoges CSP | 3          |            |  |  |        |            |        |
|  |                  |                  |                  |             | 2.      | Limoges CSP | 3          |            |  |  |        |            |        |
|  |                  | 6.               | Digione          | 2           |         |             |            |            |  |  |        |            |        |
|  | 3.               | 6.               | Digione          | 2           | Le Mans | 0           |            |            |  |  |        |            |        |
|  | 3.               |                  |                  |             | Le Mans | 0           |            |            |  |  |        |            |        |
|  | 6.               | Digione          | 2                |             |         |             |            |            |  |  |        |            |        |

### Quarti di finale
| Squadra 1   | Totale | Squadra 2       | Gara 1 | Gara 2 | Gara 3 |
| ----------- | ------ | --------------- | ------ | ------ | ------ |
| Strasburgo  | 2 - 1  | Élan Chalon     | 93-82  | 81-91  | 88-81  |
| Nancy       | 2 - 1  | Paris-Levallois | 70-61  | 75-97  | 90-73  |
| Le Mans     | 0 - 2  | Digione         | 75-80  | 77-81  |        |
| Limoges CSP | 2 - 0  | ASVEL           | 92-56  | 96-74  |        |

### Semifinali
| Squadra 1   | Totale | Squadra 2 | Gara 1 | Gara 2 | Gara 3 | Gara 4 | Gara 5 |
| ----------- | ------ | --------- | ------ | ------ | ------ | ------ | ------ |
| Strasburgo  | 3 - 2  | Nancy     | 87-89  | 64-51  | 57-67  | 62-57  | 70-58  |
| Limoges CSP | 3 - 2  | Digione   | 70-71  | 71-63  | 63-60  | 73-79  | 80-64  |

### Finale
| Squadra 1  | Totale | Squadra 2   | Gara 1 | Gara 2 | Gara 3 |
| ---------- | ------ | ----------- | ------ | ------ | ------ |
| Strasburgo | 0 - 3  | Limoges CSP | 65-77  | 68-74  | 70-73  |

| Pro A 2013-2014        |
| ---------------------- |
| Limoges CSP 10º titolo |

## Formazione vincitrice
| N° | Naz.                      | Ruolo | Sportivo           |  | Alt. |  |
| -- | ------------------------- | ----- | ------------------ |  | ---- |  |
| 4  | Francia (bandiera)        | P     | Joseph Gomis       |  | 180  |  |
| 5  | Francia (bandiera)        | P     | Valentin Estienne  |  | 180  |  |
| 6  | Stati Uniti (bandiera)    | G     | Alex Acker         |  | 196  |  |
| 9  | Francia (bandiera)        | P     | Joris Ortega       |  | 188  |  |
| 10 | Francia (bandiera)        | C     | Johan Petro        |  | 213  |  |
| 11 | Georgia (bandiera)        | P     | Taurean Green      |  | 183  |  |
| 12 | Francia (bandiera)        | AG    | Lucas Paoletti     |  | 200  |  |
| 13 | Francia (bandiera)        | GA    | Paul Rigot         |  | 201  |  |
| 14 | Costa d'Avorio (bandiera) | C     | Fréjus Zerbo       |  | 208  |  |
| 16 | Francia (bandiera)        | GA    | Nobel Boungou Colo |  | 202  |  |
| 18 | Francia (bandiera)        | AG    | Adrien Moerman     |  | 201  |  |
| 20 | Stati Uniti (bandiera)    | G     | J.R. Reynolds      |  | 188  |  |
| 24 | Stati Uniti (bandiera)    | A     | J.K. Edwards       |  | 203  |  |
| 32 | Francia (bandiera)        | AP    | Gaylor Curier      |  | 197  |  |
|    | Francia (bandiera)        | All.  | Jean-Marc Dupraz   |  |      |  |

## Premi e riconoscimenti
- MVP francese:  Antoine Diot, Strasburgo
- MVP straniero:  Randal Falker, Nancy
- MVP finali:  Alex Acker, Limoges CSP
- Allenatore dell'anno:  Jean-Louis Borg, Digione
- Giocatore più migliorato:  Clint Capela, Élan Chalon
- Miglior giovane:  Clint Capela, Élan Chalon
- Miglior difensore:  Tony Dobbins, Digione